# سولز (سلسلة ألعاب فيديو)
سولز (بالإنجليزية: Souls)‏ (باليابانية: ソウルシリーズ)، هي سلسلة ألعاب فيديو من تطوير ستوديو فروم سوفتوير اليابانية، واشتهرت هذه اللعبة بأجزائها الأربعة وهي: ديمونز سولز، دارك سولز 1، دارك سولز 2 ودارك سولز 3، حيث أعيد إصدار الجزء الأول من جديد سنة 2018، وهي من إخراج والمنتج الياباني هيديتاكا ميازاكي.